# Shi Rui
|                                                                  |  |  |
| Paysage dans le style Bleu et Vert - Détails A et B par Shi Rui. |  |  |

Shi Rui ou Che Jouei ou Shih Jui, surnom : Yiming, Peintre chinois du XVe siècle originaire  de Qiantang dans la province du Zhejiang. Ses dates de naissance et de décès ainsi que sa biographie personnelle ne sont pas connues à ce jour, sauf qu'il est actif dans la première moitié du XVe siècle.

## Le paysage de cour
Les styles des paysagistes académiques les plus marquants de la dynastie des Ming, parmi lesquels figurent Guo Chun (1370-1444), Shi Rui, Li Zai (actif XVe siècle) et Zhu Duan (actif début XVIe siècle), diffèrent nettement selon le degré de leur adhésion aux styles des dynasties  des Song du Nord et du Sud et de la dynastie des Yuan.

## Parcours de peintre fonctionnaire

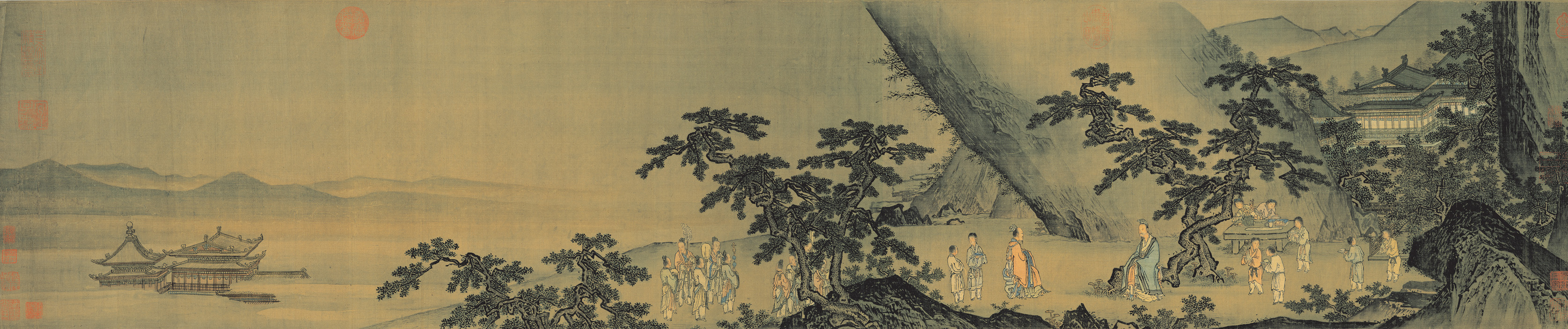
Vœux de Nouvel An par Shi Rui.

Shi Rui, recruté sous le règne de Xuanzong, est un fonctionnaire du Palais de la Bienveillance et de la Sagesse, assez bas placé dans la hiérarchie. Sa peinture est influencée par le style du paysage bleu-et-vert des dynasties Sui et Tang. Parmi les œuvres de Shi Rui, En admirant les fleurs, Vœux de Nouvel An et Plaisir de pêcheur dans un village au bord de l'eau sont dignes d'être mentionnées. En admirant les fleurs (Musée Shôtô, Tokyo), est peint pour un dénommé Gu. Il est reçu troisième (tanhua) aux examens de la fonction publique présidés par l'empereur.
À la dynastie des Tang, pour fêter le succès d'un candidat aux examens, on organise habituellement une réunion (connue sous le nom de réunion tanhua) dans un jardin planté d'abricotiers, où l'on admire les fleurs. La structure claire et nette de l'œuvre de Shi Rui évoque le style typique du début des Song du Nord. Dans Vœux de Nouvel An des gens se promènent çà et là dans de magnifiques édifices et pavillons aux allures de demeures impériales, situés au cœur de montagnes imbriquées et accidentées qui s'étendent le long d'un fleuve couvert de nombreux bateaux. Sur l'autre rive, les montagnes parsemées de villages et de villes semblent disparaître dans le lointain. Le méticuleux travail au pinceau de l'artiste lui permet de décrire quantité de petites scènes tout en maintenant une vue circulaire du paysage.
Au cours de la période de la fin des Ming et du début des Qing, cette peinture est attribuée à tort à Li Zhaodao, de la dynastie bien plus ancienne des Tang, tandis que Plaisir de pêcheur dans un village au bord de l'eau, toujours de Shi Rui (collection privée) est délibérément altéré de façon à lui donner l'apparence d'une œuvre de Yan Wengui (actif fin Xe  début  XIe siècle) des Song du Nord. De la même façon, quelques peintures de Zhu Duan (XVIe siècle), suiveur du style de Guo Xi, sont prises pour des œuvres de ce dernier. Dans la dernière période de la dynastie des Ming, la peinture lettrée connait une ascension et prend la vedette aux peintres de la cour.
Peintre de paysages, d'architectures et de figures, Shi Rui travaille dans le style de Sheng Mao. Pendant l'ère Xuande, il est appelé au palais impérial. Certaines de ses œuvres sont conservées dans des musées japonais, notamment, Paysage avec édifices palaciaux, œuvre signée du Musée Nezu de Tōkyō et de deux rouleaux en hauteur qui forment une paire et sont au registre des Biens Culturels Importants, au Musée d'art Tokugawa de Nagoya, Ning Qi montant un bœuf et Ni Kuan labourant son champ, en couleur sur soie, chacun portant le cachet du peintre et des poèmes de contemporains.

## Peintres de la cour au début desMing
Sous le règne de Yongle, la décoration murale du palais construit à Pékin attire de nombreux peintres à la nouvelle capitale. La décoration des édifices religieux, érigés tant à Pékin que dans les cités provinciales, intéresse surtout les peintres formés dans les ateliers spécialisés. Parmi les artistes qui ont la faveur de Yongle, on peut citer des peintres de paysages et d'oiseaux, des portraitistes qui travaillent dans un style très raffiné. Leur activité appartient surtout au règne du jeune empereur Xuanzong. À l'époque xuande, ère qui correspond à ce règne, la peinture à la cour des Ming atteint un apogée.
En ce début des Ming, le peintre Shi Rui semble chercher l'inspiration dans un passé plus lointain encore. On lui attribue des œuvres faites en la manière « vert et or » illustrée sous les Tang par les « deux Li » (Li Sixun et Li Zhaodao) et, après eux, Zhao Boju. Shi Rui reste lui aussi célèbre pour les représentations architecturales peintes « à la règle » (jiehua), technique illustrée sous les Yuan par un Wang Zhenpeng et, avant lui, par de nombreux peintres.